# Stefan Grand Prix
Stefan Grand Prix (kurz: SGP) ist ein serbisches Formel-1-Projekt um den Geschäftsmann Zoran Stefanović, das einen Einstieg in die höchste Motorsportklasse zur Saison 2010 plante, letztlich aber keinen Startplatz erhielt. Bereits im Juni 2009 war das Projekt von der FIA nicht berücksichtigt worden. Nach dem Rückzug des ehemaligen Toyota-Werksteams nach Ende der Saison 2009 übernahm Stefanović die Überreste und spekulierte auf das Scheitern eines der neu zugelassenen Teams Lotus Racing, Campos Grand Prix, US F1 und Virgin Racing. Seit 2017 bemüht sich Stefanović erneut um den Aufbau eines Formel-1-Teams.

## Geschichte

### 1997
Zoran Stefanović bekundete bereits im Jahr 1997 Interesse, das gescheiterte Formel-1-Projekt von Lola mit dem T97/30 zu übernehmen, das sich für das erste Rennen der Saison 1997 nicht qualifizierte und nach dem Rückzug des Hauptsponsors nicht mehr zum zweiten Rennen antreten konnte. Die Übernahme scheiterte jedoch.

### 2010
Bei den Einschreibungen zur Saison 2010, die noch vor dem Hintergrund der geplanten Budget-Limitierung in der Formel 1 stattfanden, wurde die Bewerbung von SGP von der FIA nicht berücksichtigt. Stefanović leitete daraufhin den Versuch ein, sich über den Gerichtsweg in die Formel 1 einzuklagen, brach diesen aber wieder ab. Nach dem plötzlichen Rückzug des Formel-1-Teams von Toyota im November 2009 kaufte der Serbe die Überreste sowie die bereits erfolgten Entwicklungen für die Saison 2010 auf – in der Hoffnung, den vakanten Startplatz für die Saison 2010 auf diese Weise zu erhalten. Dieser wurde aber an das Sauber-Team vergeben.
SGP bereitete sich dennoch weiterhin auf einen möglichen Formel-1-Einstieg vor und setzte seine Hoffnungen auf ein Scheitern eines der neu zugelassenen Teams Campos und US F1. Auch F1-Promoter Bernie Ecclestone unterstützte öffentlich diese Hoffnungen, als er in einem Interview sagte, dass er davon ausgehe, dass zwei der neuen Rennställe ihre Boliden für die nächste Saison nicht fertigstellen könnten, er aber dennoch mit 24 Autos am Start rechne. Kurz vor Saisonbeginn wurde bekannt, dass zumindest das US-amerikanische Projekt US F1 nicht antreten wird. SGP ließ Material zum Austragungsort des ersten Rennens nach Bahrain fliegen, um kurzfristig einspringen zu können. Zudem wurde für die erste Märzwoche 2010 eine Präsentation des Teams angekündigt, die allerdings tatsächlich nicht stattfand. Am 3. März 2010 gab die FIA bekannt, dass SGP nicht zur Formel-1-Saison 2010 zugelassen wird.
Der anfängliche Plan, die Saison 2010 im Falle einer Nichtzulassung seitens der FIA ausschließlich zu Testfahrten zu nutzen, konnte nicht umgesetzt werden, da beinahe alle Verträge von Stefan GP an einen Startplatz in der Formel 1 gebunden waren. Das bedeutet, dass Stefanovic zwar 2010 nicht in die Formel 1 einsteigen, aber die finanziellen Verluste gering halten konnte.

### 2011
Stefan Grand Prix bewarb sich im April 2010 neben Durango und Epsilon Euskadi erneut um den freien 13. Startplatz in der Formel-1-Weltmeisterschaft 2011. Jedoch entschied sich die FIA im September 2010, kein weiteres Team für die folgende Saison zuzulassen.

### 2019
Im Juli 2017 bestätigte die FIA Gespräche mit Stefanović über den Einstieg seines Teams in der Formel-1-Saison 2019. Stefanović erklärte, er habe in der Nähe der italienischen Stadt Parma eine Basis errichtet, in der bereits 40 Mitarbeiter beschäftigt sind. Als Technischer Direktor wurde Enrique Scalabroni verpflichtet.